# Crkva sv. Ilije u Doknju
Crkva sv. Ilije je rimokatolička crkva u Doknju, župa Breške. Posvećena je sv. Iliji Proroku.
Crkva je filijalna crkva župe Breške. Crkva je vrlo lijepa i suvremena. Svi radovi na izgradnji crkve još nisu završeni. Unutrašnjost je uređena vrijednim umjetničkim slikama. Podignuta je godine 1990./91. po projektu arhitekta Zlatka Hanžeka. Akademski slikar Mladen Ivešić izradio je oltarsku sliku koja dominira, postaju Križnog puta i ponuđeno mu je osmisliti interijer. Oltarna slika u tehnici je ulja na platnu, dimenzija 8 x 5 metara i prikazuje proroka sv. Iliju. U crkvu je postavljeno siječnja 2011. godine. Oltarna slika površinom od oko 40 metara četvornih najveća je umjetnička slika ovog kraja, a možda i šire, zbog čega su morali izraditi nosivu čeličnu konstrukciju”. Ivešić je sliku naslikao besplatno. Postaje za Križni put blagoslovljene su srpnja 2010. godine.
Crkva je oblika stiliziranog šatora po uzoru na biblijska molitvišta te nije završena. Više je razloga, a glavni je ekonomska oskudica kod samih mještana Doknja koji nisu imali značajniju pomoća sa strane, a objekt je povelik. Planira se uređenje poda, te drugi neophodni radovi u i oko objekta te crkvenog dvorišta.
Za prigodu obilježavanja 70. obljetnice mučeničke smrti fra Karla Grabovičkića, akademski slikar Boris Pejić, porijeklom iz Doknja naslikao je umjetničku sliku s likom fra Karla dimenzija 100 x 80.

## Vanjske poveznice
- Župa Breške Album Dokanj: blagoslov slike sv. Ilije